# Dan Romer
Dan Romer (New York, 19 mei 1983) is een Amerikaans muziekproducent, filmcomponist en singer-songwriter. Als filmcomponist werkt hij regelmatig samen met regisseur Cary Fukunaga. Als producent werkte hij al samen met artiesten als Jenny Owen Youngs, A Great Big World en Christina Aguilera.

## Carrière
Dan Romer studeerde achtereenvolgens aan LaGuardia High School en de State University of New York, waar hij de afstudeerrichting studioproductie volgde. Hij studeerde af in 2004 en ging nadien aan de slag als muziekproducent. Hij produceerde onder meer Batten the Hatches (2005), het debuutalbum van singer-songwriter Jenny Owen Youngs, en Is There Anybody Out There? (2013), een album van A Great Big World met daarop onder meer de hit "Say Something (A Great Big World)". Enkele jaren later werkte hij ook mee aan het nummer "Treat You Better" van de Canadese zanger Shawn Mendes.
Eind jaren 2000 begon Romer ook met het componeren van filmmuziek. Hij schreef aanvankelijk vooral muziek voor documentaires en korte films. In 2012 maakte hij met de dramafilm Beasts of the Southern Wild (2012) zijn officieel filmdebuut. Voor regisseur Cary Fukunaga componeerde hij nadien de sountracks van Beasts of No Nation (2015) en Maniac (2018). In 2019 werd hij door Fukunaga ook ingeschakeld om de muziek van No Time to Die (2020), de 25e James Bondfilm, te componeren. Enkele maanden voor de release van de film werd hij vervangen door Hans Zimmer.

## Discografie

### Als producent (selectie)
Albums
- Batten the Hatches (2005) van Jenny Owen Youngs
- Transmitter Failure (2009) van Jenny Owen Youngs
- Everybody (2009) van Ingrid Michaelson
- Is There Anybody Out There? (2014) van A Great Big World

Nummers
- "Say Something (A Great Big World)" (2013) van A Great Big World & Christina Aguilera
- "Treat You Better" (2016) van Shawn Mendes

## Filmografie

### Film
- Beasts of the Southern Wild (2012)
- Beasts of No Nation (2015)
- Mediterranea (2015)
- Walter (2015)
- Digging for Fire (2015)
- Katie Says Goodbye (2016)
- A Ciambra (2017)
- The Little Hours (2017)
- Win It All (2017)
- Freak Show (2017)
- Zoe (2018)
- Krystal (2018)
- Skin (2018)
- Wendy (2020)
- Luca (2021)
- Death of a Unicorn (2025)
- Lilo & Stitch (2025)

### Televisie
- Easy (2016)
- Atypical (2017-2019)
- The Good Doctor (2017-2020)
- Maniac (2018)
- Ramy (2019-2020)
- Love Life (2020)
- Superman & Lois (2021)

### Videogames
- Far Cry 5 (2018)